# Verlag für Berlin-Brandenburg
Der Verlag für Berlin-Brandenburg mit Sitz in Berlin-Pankow ist ein Buchverlag mit Fokus auf Themen der Kultur- (insbesondere Literatur-) und Zeitgeschichte.

## Geschichte
1993 als GmbH mit Sitz in Potsdam gegründet, war der Verlag für Berlin-Brandenburg zunächst ein Fachverlag mit Schwerpunkten in Landesgeschichte, Zeitgeschichte, deutsch-jüdischer Geschichte, Archivkunde und Medienwissenschaften. Nach mehreren Eigentümerwechseln hat der vormalige Programmleiter des Verlages, André Förster, das Verlagsgeschäft im Jahr 2010 übernommen und den Verlag zu einem Publikumsverlag mit regionalem Schwerpunkt ausgebaut.
Der Verlag ist Mitglied im Börsenverein des Deutschen Buchhandels. 2019 erhielt er den Deutschen Verlagspreis.

## Verlagsprogramm
Im Programm des Verlages finden sich vor allem Literatur mit Bezug auf Berlin und Brandenburg sowie kultur- und zeitgeschichtliche Titel; in jüngerer Zeit hat die (auch überregionale) Literaturgeschichte besonderes Gewicht im Programm bekommen.
Erfolgstitel im Buchhandel und bei der Literaturkritik sind u. a. die Bände der Reihe Literarische Schauplätze von Michael Bienert, Das kunstseidene Berlin, Brechts Berlin, Döblins Berlin, Kästners Berlin und E.T.A. Hoffmanns Berlin sowie Fontanes Berlin von Bernd Seiler, die Neuauflage von Franz Hessels Spazieren in Berlin und Dichterland Brandenburg von Werner Liersch.
Der Verlag hat sich mit Titeln u. a. zu Christa und Gerhard Wolf, Stefan Heym, Anna Seghers, Elisabeth Langgässer, Werner Bergengruen, Kurt Tucholsky, Joachim Ringelnatz, Gerhart Hauptmann, Max Liebermann und Elizabeth Shaw als Forum für anspruchsvolle Sachbuchthemen positioniert. Darüber hinaus werden Periodika literarischer Gesellschaften (Argonautenschiff. Jahrbuch der Anna-Seghers-Gesellschaft Berlin und Mainz e. V.; Bergengrueniana. Periodikum der Werner Bergengruen Gesellschaft und Schriften der Rudolf-Borchardt-Gesellschaft) verlegt.
Mit dem Kleist-Museum Frankfurt (Oder) besteht seit 2012 eine Vertriebskooperation über dessen bibliophile Reihe Frankfurter Buntbücher. Von 2016 bis 2019 wurde Einst und Jetzt – die Erfolgsreihe der Märkischen Oderzeitung – im Verlag für Berlin-Brandenburg fortgesetzt.

## Schwesterverlag Quintus
Seit 2016 erscheinen insbesondere Belletristik, Lyrik und literatur- und kulturwissenschaftliche Titel im Schwesterverlag Quintus-Verlag. Quintus, gegründet am 23. Mai 2016, ist nach Jean Pauls Idylle Leben des Quintus Fixlein benannt, deren Hauptfigur Quintus Fixlein ebenfalls schriftstellerisch hervorgetreten ist. Es ist außerdem der fünfte Verlag, in dem der Verleger André Förster tätig ist.
Autoren und Herausgeber des Quintus-Verlages sind unter anderem Kerstin Hensel, Ralph Hammerthaler, Björn Kuhligk, Klaus Schlesinger, Jörg Aufenanger, Friedrich Dieckmann, Jaroslav Durych, Lothar Lang, Klaus Walter, Joochen Laabs, Wilhelm von Sternburg, Dieter Weidenbach, Şafak Sarıçiçek, Jakob Leiner und Walter Kaufmann.

## Autoren
Autoren sind unter anderem:
| - Irène Alenfeld - Friedrich Beck - Klaus Bellin - Roland Berbig - Michael Bienert - Matthias Biskupek - Jost-Arend Bösenberg - Gideon Botsch - Rainer Bratfisch - Günter de Bruyn - Wolfgang de Bruyn - Tobias Büloff - Dieter Burdorf - Laurenz Demps - Friedrich Dieckmann - Irene A. Diekmann - Hannes Dombrowski - Klaus Faber - Tilman Fichter - Christophe Fricker - Hajo Funke - Claudia von Gélieu - Salomea Genin - Martin Gilbert - Klaus Rainer Goll - Bettina Götze - Ulrich Grasnick | - Helga Grebing - Gisela Griepentrog - Edda Gutsche - Ralph Hammerthaler - Harriet Hauptmann - Ludger Heid - Adolf Heilborn - Wolfgang Hempel - Kerstin Hensel - Georg Hermann - Franz Hessel - Sonja Hilzinger - Claudia Höfling - Maria Höhn - Dieter Hoffmann - Frank Hörnigk - Therese Hörnigk - Sibylle Hübner-Funk - Martin Jankowski - Birgit Jochens - Gustav Just - Rainer Karlsch - Walter Kaufmann - Andreas Kilb - Christoph Kopke - Klaus Körner - Elke-Vera Kotowski | - Björn Kuhligk - Anita Kühnel - Roland Lampe - Eckhard Lange - Susanne Laser - Holger Lehmann - Antje Leschonski - Werner Liersch - Siegward Lönnendonker - Monika Melchert - Frank Möbus - Petra Pau - Volker Petzold - Bruno Pieger - Michael Philipp - Dagmar Reese - Moritz Reininghaus - Lars Rensmann - Stefan Rohlfs - Till Sailer - Regina Scheer - Bertram Schefold - Heike Schneider - Rudolf Schottlaender - Irene Selle - Uli Schöler - Julius H. Schoeps | - Rosemarie Schuder - Kristin Schulz - Hans-Dieter Schütt - Chana Schütz - Erhard Schütz - Detlef Graf von Schwerin - Kerrin Gräfin von Schwerin - Bernd W. Seiler - Elizabeth Shaw - Daniel B. Silver - Hermann Simon - Hermann Sinsheimer - Rüdiger Steinmetz - Hans Joachim Teichler - Gerhard Thiele - Henry F. Urban - Wolfgang Utzt - Reinhold Viehoff - Deborah Vietor-Engländer - Klaus Völker - Paul Werner Wagner - Klaus Wettig - Björn Weyand - Heino Wiese - Carmen Winter - Gerhard Wolf (Schriftsteller) - Dorothea Zöbl |

## Veröffentlichungen von Gesellschaften und Institutionen
- Anna-Seghers-Gesellschaft
- Gerhart-Hauptmann-Museum
- Kleist-Museum
- Martin-Buber-Gesellschaft
- Rudolf-Borchardt-Gesellschaft
- Werner-Bergengruen-Gesellschaft